# Carlos Alazraqui
Carlos Jamie Alazraqui (født 20. juli 1962) er en amerikansk komiker og skuespiller, der er bedst kendt for sin rolle som Taco Bell Chihuahua i Taco Bell-reklamer.